# Sergej Žoltoks
Sergej Žoltoks někdy uváděný též jako Sergejs (2. prosince 1972 v Rize, SSSR – 3. listopadu 2004 v Minsku, Bělorusko) byl lotyšský hokejový útočník, který odehrál 588 utkání v NHL.
V roce 2004 zemřel na zástavu srdce.

## Reprezentace
Jako junior reprezentoval Sovětský svaz, jehož bylo tehdy Lotyšsko součástí. S reprezentací do 18 let získal stříbro na mistrovství Evropy 1990, kde byl navíc zařazen do All star týmu. Stříbro získal i s reprezentací do 20 let na mistrovství světa 1991. Během mistrovství 1992 se Sovětský svaz rozpadl a mužstvo i se Žoltoksem v sestavě dohrálo turnaj pod hlavičkou Společenství nezávislých států a získalo zlato.
Dres lotyšské reprezentace poprvé oblékl v turnaji B skupiny mistrovství světa 1994, kde Lotyši skončili druzí a o bod jim unikl postup do elitní skupiny. Nechyběl při premiérovém startu Lotyšska mezi elitou na mistrovství světa 1997 (7. místo). Zúčastnil se i šampionátů v letech 1999 (11. místo), 2001 (13. místo), 2002 (11. místo) a 2004 (7. místo).

### Reprezentační statistiky
| 1990                 | SSSR 18              | ME 18                | 6  | 6  | 4  | 10 | 6  |
| 1991                 | SSSR 20              | MS 20                | 7  | 2  | 2  | 4  | 2  |
| 1992                 | SNS 20               | MS 20                | 7  | 2  | 4  | 6  | 6  |
| 1994                 | Lotyšsko             | MS B                 | 4  | 6  | 1  | 7  | 4  |
| 1997                 | Lotyšsko             | MS                   | 5  | 3  | 3  | 6  | 2  |
| 1999                 | Lotyšsko             | MS                   | 6  | 4  | 0  | 4  | 4  |
| 2001                 | Lotyšsko             | MS                   | 6  | 5  | 1  | 6  | 4  |
| 2002                 | Lotyšsko             | MS                   | 6  | 0  | 4  | 4  | 2  |
| 2004                 | Lotyšsko             | MS                   | 7  | 3  | 2  | 5  | 10 |
| Mistrovství světa 5× | Mistrovství světa 5× | Mistrovství světa 5× | 30 | 15 | 10 | 25 | 18 |
| MSJ 2×               | MSJ 2×               | MSJ 2×               | 14 | 4  | 6  | 10 | 8  |

## Klubová kariéra
Odchovanec klubu Dinamo Riga debutoval za svůj mateřský klub v sovětské elitní soutěži v sezoně 1990/91. V roce 1992 byl draftován do NHL klubem Boston Bruins a odešel do jeho organizace. U Bruins působil tři roky, převážně ale nastupoval v AHL za farmářský tým Providence Bruins. Ročník 1995/96 odehrál v nižší IHL za klub Las Vegas Thunder, zde získal individuální cenu Ironman Award. V tomto klubu načal i následující sezonu, během které ale podepsal smlouvu s týmem NHL Ottawa Senators. Za Senators hrál do roku 1998.
V NHL nastupoval poté za Montreal Canadiens, odkud byl v průběhu sezony 2000/01 vyměněn do Edmonton Oilers. V létě 2001 přestoupil do klubu Minnesota Wild, odkud v březnu 2004 odešel do Nashville Predators.
Sezona NHL 2004/05 byla zrušena pro spory hráčů a majitelů klubů. Žoltoks se dohodl s lotyšským klubem HK Riga 2000, že jej po dobu výluky posílí v běloruské lize. Během tohoto angažmá jej postihl smrtelný kolaps.

## Smrt
Třetího listopadu 2004 se během utkání běloruské ligy HK Dynamo Minsk-HK Riga 2000 (2:2) udělalo Žoltoksovi nevolno, po dohodě s trenérem zamířil do šatny. Během cesty z ledu zkolaboval a lékařům se ho nepodařilo přivést k vědomí. V minské nemocnici tentýž den zemřel.
Zanechal po sobě manželku a dva syny. Je pohřben v Rize.

## Statistika
- Debut v NHL (a zároveň první bod) – 8. dubna 1993 (BOSTON BRUINS – Quebec Nordiques)
- První gól v NHL – 18. listopadu 1993 (BOSTON BRUINS – San José Sharks)

| Sezona       | Klub                  | Soutěž       | Základní část | Základní část | Základní část | Základní část | Základní část | Play off | Play off | Play off | Play off | Play off |
| Sezona       | Klub                  | Soutěž       | Z             | G             | A             | B             | TM            | Z        | G        | A        | B        | TM       |
| ------------ | --------------------- | ------------ | ------------- | ------------- | ------------- | ------------- | ------------- | -------- | -------- | -------- | -------- | -------- |
| 1990/91      | Dinamo Riga           | SSSR         | 39            | 4             | 0             | 4             | 16            | —        | —        | —        | —        | —        |
| 1991/92      | Dinamo Riga           | SSSR         | 27            | 6             | 3             | 9             | 6             | —        | —        | —        | —        | —        |
| 1992/93      | Boston Bruins         | NHL          | 1             | 0             | 1             | 1             | 0             | —        | —        | —        | —        | —        |
|              | Providence Bruins     | AHL          | 64            | 31            | 35            | 66            | 57            | 6        | 3        | 5        | 8        | 4        |
| 1993/94      | Boston Bruins         | NHL          | 24            | 2             | 1             | 3             | 2             | —        | —        | —        | —        | —        |
|              | Providence Bruins     | AHL          | 54            | 29            | 33            | 62            | 16            | —        | —        | —        | —        | —        |
| 1994/96      | Providence Bruins     | AHL          | 78            | 23            | 35            | 58            | 42            | 13       | 8        | 5        | 13       | 6        |
| 1995/96      | Las Vegas Thunder     | IHL          | 82            | 51            | 50            | 101           | 30            | 15       | 7        | 13       | 20       | 6        |
| 1996/97      | Ottawa Senators       | NHL          | 57            | 12            | 16            | 28            | 19            | 7        | 1        | 1        | 2        | 0        |
|              | Las Vegas Thunder     | IHL          | 19            | 13            | 14            | 27            | 20            | —        | —        | —        | —        | —        |
| 1997/98      | Ottawa Senators       | NHL          | 78            | 10            | 13            | 23            | 16            | 11       | 0        | 2        | 2        | 0        |
| 1998/99      | Montreal Canadiens    | NHL          | 70            | 7             | 15            | 22            | 6             | —        | —        | —        | —        | —        |
|              | Fredericton Canadiens | AHL          | 7             | 3             | 4             | 7             | 0             | —        | —        | —        | —        | —        |
| 1999/00      | Montreal Canadiens    | NHL          | 68            | 26            | 12            | 38            | 28            | —        | —        | —        | —        | —        |
|              | Quebec Citadelles     | AHL          | 1             | 0             | 1             | 1             | 2             | —        | —        | —        | —        | —        |
| 2000/01      | Montreal Canadiens    | NHL          | 32            | 1             | 10            | 11            | 8             | —        | —        | —        | —        | —        |
|              | Edmonton Oilers       | NHL          | 37            | 4             | 16            | 20            | 22            | 3        | 0        | 0        | 0        | 0        |
| 2001/02      | Minnesota Wild        | NHL          | 73            | 19            | 20            | 39            | 28            | —        | —        | —        | —        | —        |
| 2002/03      | Minnesota Wild        | NHL          | 78            | 16            | 26            | 42            | 18            | 18       | 2        | 11       | 13       | 0        |
| 2003/04      | Minnesota Wild        | NHL          | 59            | 13            | 16            | 29            | 19            | —        | —        | —        | —        | —        |
|              | Nashville Predators   | NHL          | 11            | 1             | 1             | 2             | 0             | 6        | 1        | 0        | 1        | 0        |
| 2004/05      | HK Riga 2000          | BLR          | 6             | 4             | 3             | 7             | 12            | —        | —        | —        | —        | —        |
| Celkem v NHL | Celkem v NHL          | Celkem v NHL | 588           | 111           | 147           | 258           | 166           | 45       | 4        | 14       | 18       | 0        |